# 키르켈

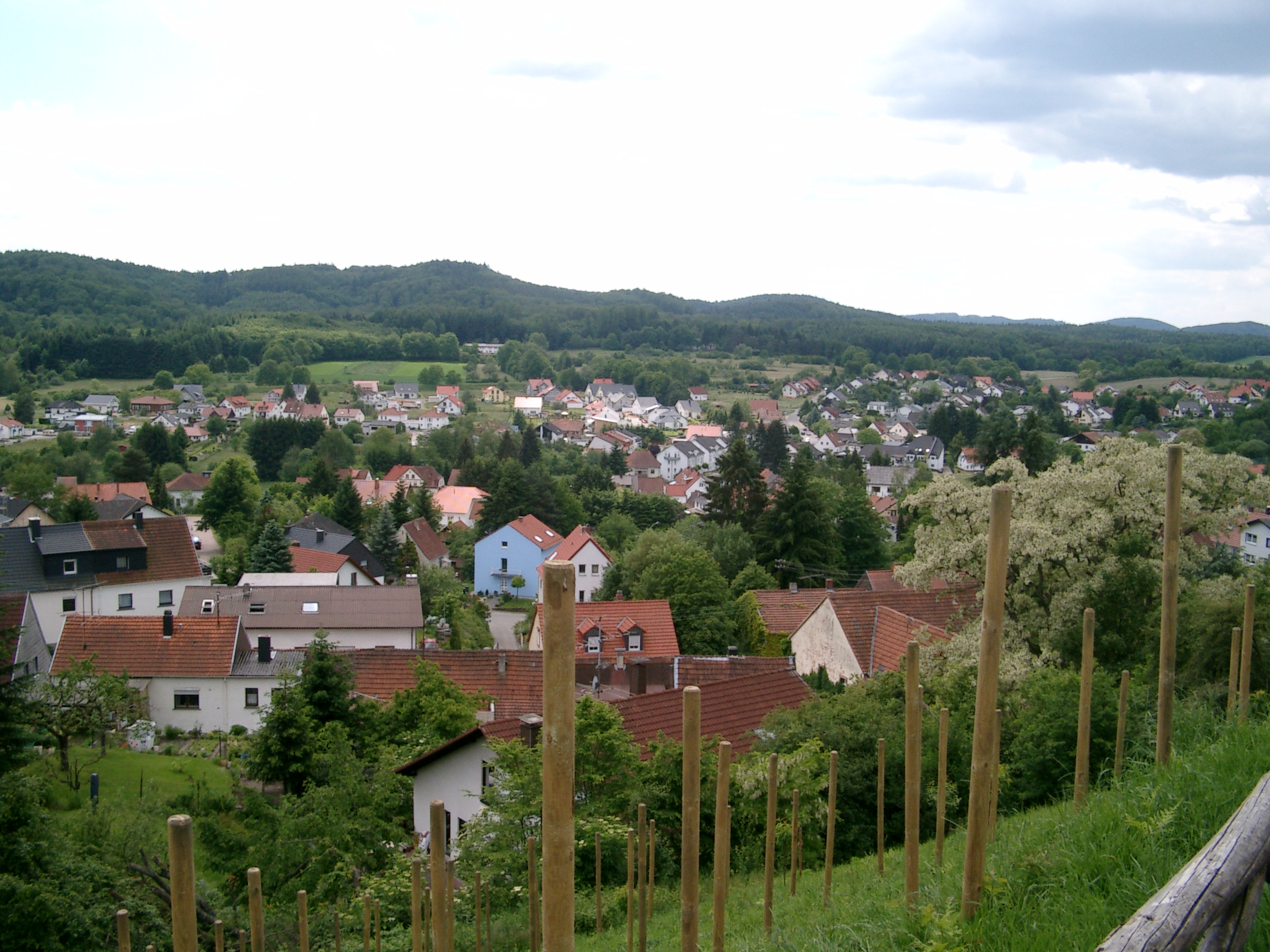

키르켈(Kirkel)은 독일 자를란트주 자르팔츠(Saarpfalz) 지역에 있는 지방 자치체이다. 네운키르헨(Neunkirchen)에서 남동쪽으로 약 8km, 자르브뤼켄에서 동쪽/북동쪽으로 20km 떨어져 있다.

## 개요
꽤 잘 보존된 성터가 시내 중심에서 몇 백 미터 떨어진 곳에 위치해 있다. 작은 키르켈성은 1075년에 지어졌으며 마을의 랜드마크이다. 작은 성 언덕 위에 위치하고 있으며, 꼭대기까지 169개의 계단이 있는 거대한 탑으로 인해 멀리서도 잘 보인다. 키르켈(Kirkel)은 자를란트(Saarland) 지역 전체에서 가장 울창한 산림 범위를 갖고 있다. 그림처럼 아름다운 계곡과 언덕 위의 녹지로 인해 많은 방문객이 이곳을 찾는다. 키르켈은 이 지역의 다른 어느 곳보다 축제를 더 많이 기념한다. 가장 유명한 광경은 8월경의 "부르스트마르크트(Wurstmarkt)"로, 제대로 된 맥주 축제와 함께 5일간 지속되었다. 2014년 기준 키르켈에서는 더 이상 부르스트마르크트가 개최되지 않는다.